# Conception d'un bateau
Quelle que soit sa taille, un bateau est toujours constitué de plusieurs éléments de base. On trouve un flotteur (solide et fermé assurant l'étanchéité) constitué principalement de la coque et éventuellement d'un pont la recouvrant. Il dispose d'un système propulsif et souvent d'un système directionnel. Suivant l'utilisation du bateau, on trouve ensuite divers locaux, espaces, machines et équipements lui permettant d'assurer sa fonction.

## Flotteur

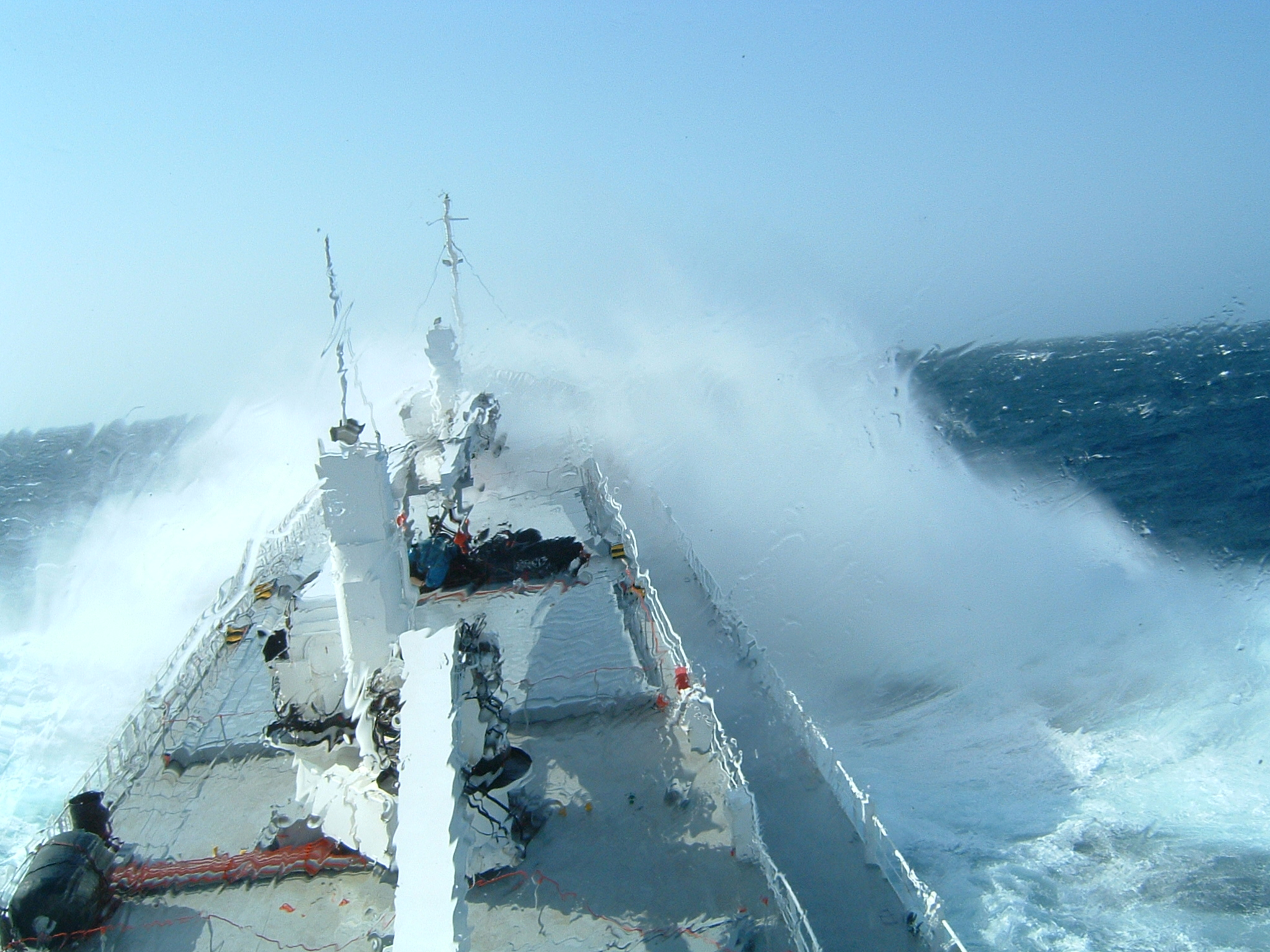
La coque doit pouvoir supporter les dures conditions de mer : illustration sur un navire frigorifique dans du mauvais temps.

Le flotteur doit avoir pour première caractéristique d'être plus léger que la masse d'eau correspondant à son volume, afin que la poussée d'Archimède lui permette de flotter. La coque peut prendre plusieurs formes, de simples rondins de bois assemblés pour faire un radeau aux coques composites des voiliers de compétition. Il peut y avoir une seule coque (monocoque), deux (catamaran), trois (trimaran) mais rarement plus, bien que certaines expériences soient tentées avec des pentamarans comme futurs navires de commerce. Les coques sont en général parallèles les unes aux autres, et reliées par des bras.
La coque est divisée en plusieurs éléments : l'étrave est la partie la plus à l'avant, le brion est la partie avant sous la flottaison ; la quille ou la ligne de quille le prolonge sur sa longueur ; l'arrière est formé d'un étambot et d'un tableau arrière. La coque comporte souvent des appendices servant à la propulsion (hélice), à la giration (gouvernail), à la stabilité (quilles de roulis), à l'hydrodynamisme (bulbe d'étrave) ou aux fonctions du navire (apparaux de pêche, dôme sonar). La flottaison sépare les œuvres vives en dessous et les œuvres mortes au-dessus.
La coque supporte enfin les différentes contraintes : contraintes hydrostatiques puisqu'elle doit supporter le poids du bateau, souvent inégalement réparti ; contraintes hydrodynamiques par le choc des vagues ; elle doit aussi prévenir le naufrage en cas de collision ou d'échouement. Elle est ainsi souvent doublée sur les plus gros navires cargos. La coque est construite en bois pour les navires anciens et certains bateaux de plaisances, en acier pour la majorité des navires de commerce, en aluminium pour les navires rapides, en plastique pour de nombreux bateaux de plaisance et en composite pour les voiliers rapides.

## Système propulsif

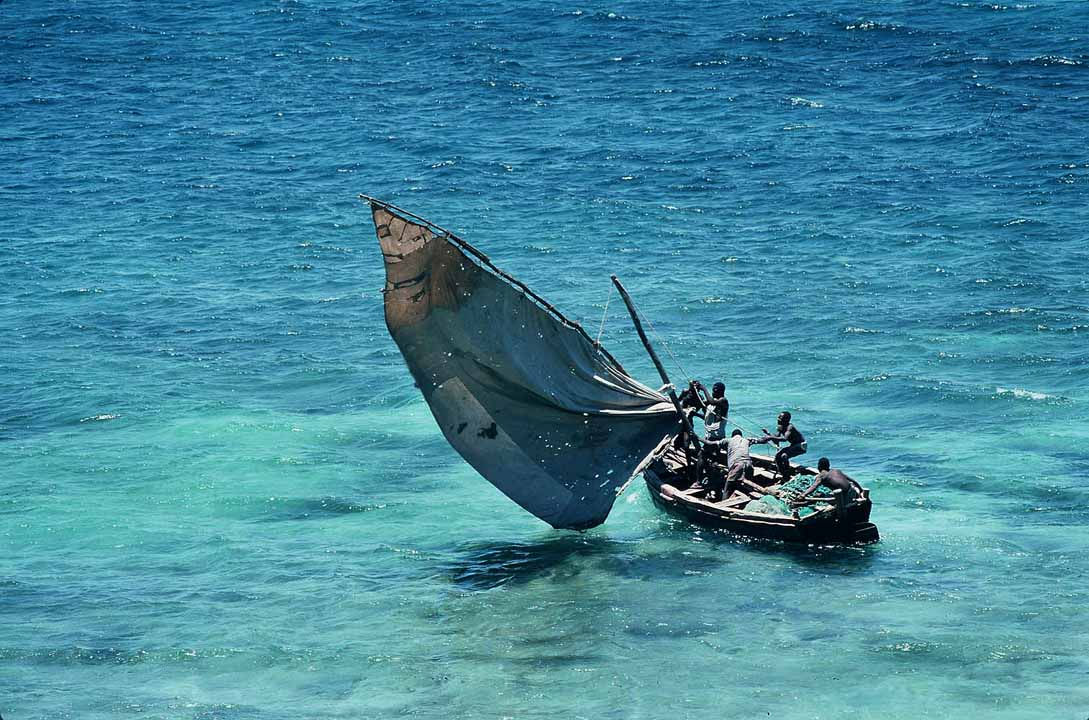
Voilier de pêche traditionnel du Mozambique.

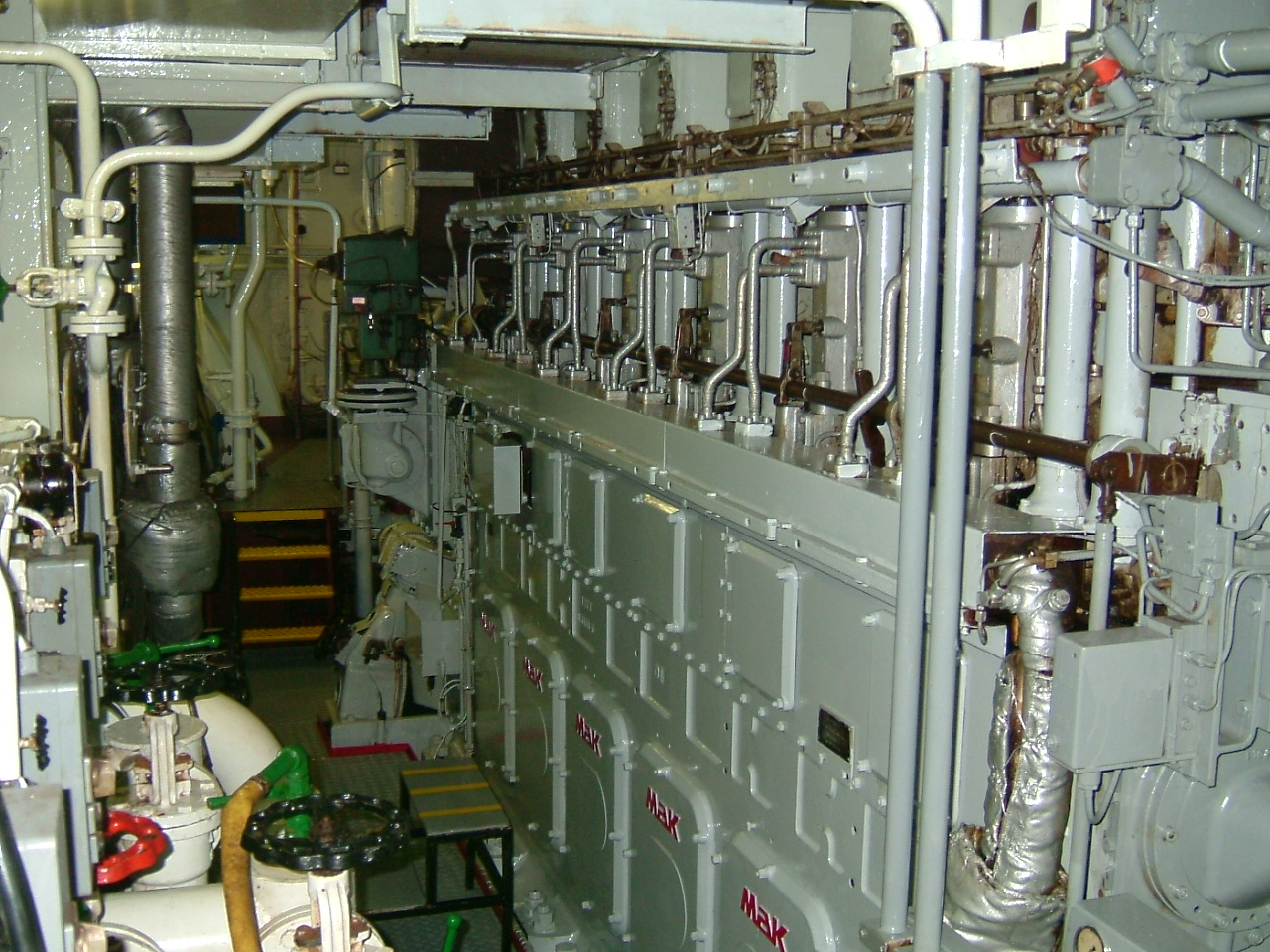
Moteur Diesel quatre-temps sur un navire cargo.

Si le système propulsif peut être constitué d'une simple pagaie, on trouve aussi les plus gros moteur Diesel au monde sur les grands cargos. La propulsion tombe dans trois catégories : propulsion humaine, propulsion vélique et propulsion mécanique. La propulsion humaine comprend l'aviron (utilisé en compétition mais historiquement sur les galères à grande échelle), la pagaie, la godille et le pédalo. Actuellement ces systèmes sont réservés aux embarcations ou comme propulsion d'appoint sur les petits voiliers.
La propulsion vélique s'effectue au moyen de voiles dressées sur un ou des mât(s), supportées par des espars et contrôlées par des cordages. Historiquement le système le plus employé jusqu'au XIXe siècle, il est maintenant réservé à la plaisance, aux régates et aux grands voiliers. Cependant, des systèmes expérimentaux sont testés afin de réaliser des économies de fuel sur les grands navires, tels que la turbovoile ou le cerf-volant de traction.
La propulsion mécanique comprend un moteur mécanique et un propulseur. Le moteur s'est d'abord développée avec la machine à vapeur, maintenant remplacée dans la plupart des utilisations par le moteur Diesel deux-temps ou quatre-temps, par un moteur hors-bord à essence sur les petites unités, par une turbine à gaz sur les navires rapides (NGV, frégates...), ou par une combinaison Diesel-électrique pour des applications avancées. Des applications avancées combinent deux systèmes, comme le CODAG pour Combined Diesel and Gas (moteur Diesel et turbine à gaz combinés, sur les navires de guerre). Enfin, l'énergie nucléaire est employée sur des navires de guerre et les brise-glaces.
Le propulseur le plus courant est l'hélice et ses diverses variantes : hélices jumelles, contra-rotatives, à pas variable, en tuyère... un petit bateau comprend souvent une seule hélice mais un porte-avions en utilise jusqu'à quatre, complétées par des propulseurs d'étrave ou de poupe. La puissance est transmise aux hélices par un arbre d'hélice relié éventuellement à une boîte de vitesses. Les hélices peuvent être montées sur des supports externes (Z-drive, pods) ou remplacées par un système similaire (propulseur Voith-Schneider, hydrojets). Il existe enfin des systèmes expérimentaux (propulsion magnétohydrodynamique, à réaction) dont l'utilisation est réservée aux applications militaires ou aux records de vitesse.

## Système giratoire

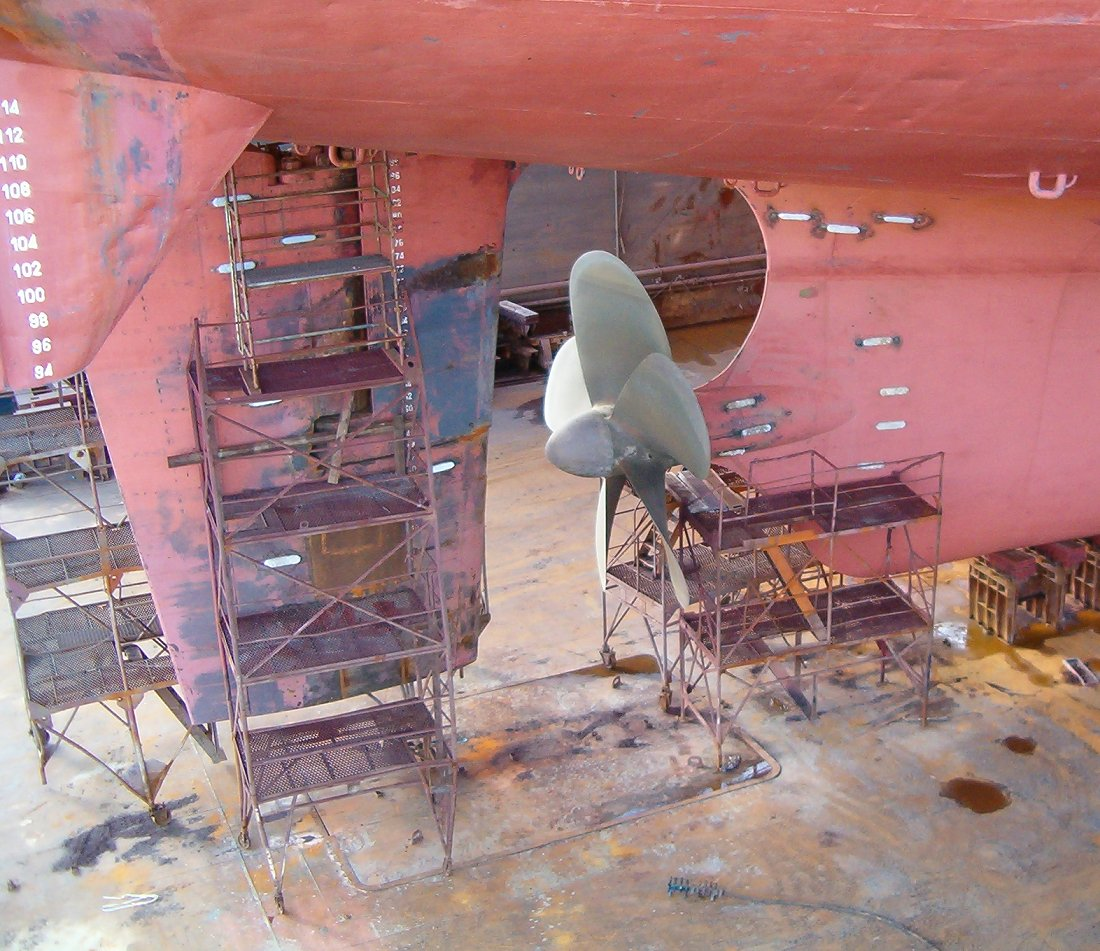
Safran d'un navire en cale sèche au chantier de Remontowa à Gdansk en Pologne.

Sur un bateau à propulsion humaine, un système pour contrôler la direction peut ne pas être nécessaire. Il le devient en cas de propulsion mécanique ou vélique. La forme la plus courante est un gouvernail constitué d'un ou plusieurs safran(s), plan mince à l'arrière de la coque déviant l'eau du côté désiré et faisant pivoter le bateau en conséquence. Le safran est lui-même relié par sa mèche à la barre, actionnée manuellement ou par un pilote automatique. Le gouvernail peut être remplacé par un système où le propulseur est orientable : moteur hors-bord, pods, Z-drive ou voile(s) dynamique(s) en cas de propulsion vélique.
exemple couramment rencontré de voile dynamique : une planche à voile.
En appoint, les propulseurs d'étrave permettent de faire éviter (tourner) le bateau à faible vitesse, par exemple dans les ports ou pour le positionnement dynamique d'un FPSO. Les voiles situées aux extrémités d'un voilier ont également un rôle plus directionnel que propulsif.

## Cales, locaux et superstructures

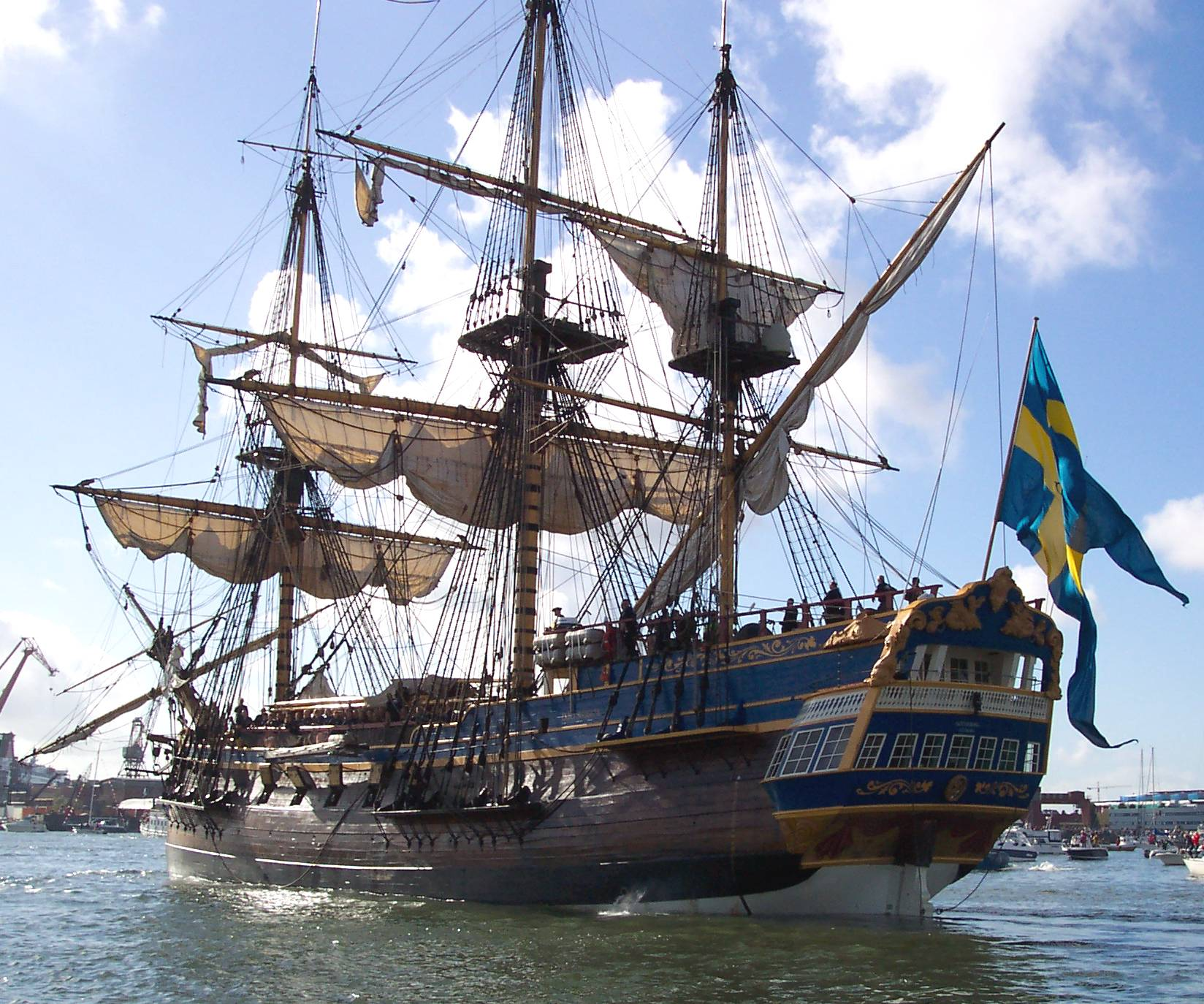
Dunette richement décorée sur le trois-mâts Götheborg.

Dès qu'il atteint une certaine taille (de l'ordre de 8 m de long), un bateau possède souvent un ou plusieurs ponts fermant la coque et divisant l'espace verticalement. Sur un voilier de plaisance, il servira à délimiter une cabine pour l'habitation ; sur un bateau plus grand (bateau de pêche ou de commerce), on trouvera une ou plusieurs cale abritant les marchandises, une salle des machines pour l'appareil propulsif, divers locaux permettant le travail, et des cabines pour l'équipage. Des réservoirs permettent de stocker le carburant, l'huile de moteur et l'eau douce. Enfin, des ballasts sont aménagés afin d'équilibrer le navire.
Au-dessus du pont principal, on trouve diverses superstructures dont la fonction peut être esthétique ou fonctionnelle. Elles sont en général très basses sur un voilier, entièrement à l'arrière sur un navire cargo, s'étendant sur toute la longueur pour un navire à passagers ou divisées en plusieurs éléments sur les grands voiliers.

## Équipements

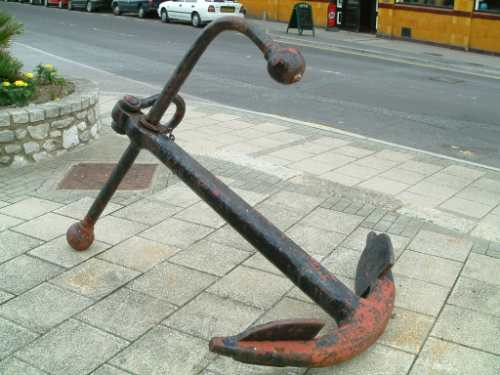
L'ancre, symbole courant des bateaux et de la navigation.

Si chaque type de bateau a ses équipements propres (se reporter à chaque article pour les détails), certains équipements sont communs à de nombreux types :
- Une ou plusieurs ancres à l'avant permettent le mouillage et l'immobilisation du bateau en eaux peu profondes. Elle est reliée à une chaîne passant à travers un écubier jusqu'au puits aux chaînes.
- Un mât permet de porter les antennes, feux de navigation, pavillons, radar, signaux de brume, etc. conformément à la législation. Sur un voilier, le ou les mâts portent également les voiles ; ils sont maintenus par des manœuvres dormantes, tandis que les voiles sont contrôlées par des manœuvres courantes. L'ensemble de la mâture forme le gréement.
- Divers apparaux tels que cabestans, guindeaux, treuils ou winchs servent à manœuvrer les cordages pour l'amarrage, les voiles ou les grues.
- Des grues ou des mâts de charge sont utilisés pour charger et décharger des marchandises à travers des ouvertures pratiquées dans le pont (écoutilles recouvertes de panneaux de cale ou dans la coque (portelones). Une coupée permet aux personnes d'accéder au bateau depuis la terre.
- L'accastillage comprend enfin les diverses pièces d'équipement nécessaires pour les manœuvres.

Finalement, à partir d'une certaine taille, tout bateau comprend une embarcation de sauvetage ou un radeau de sauvetage afin d'assurer la survie en cas de naufrage.

## Fonctionnement

### Hydrostatique

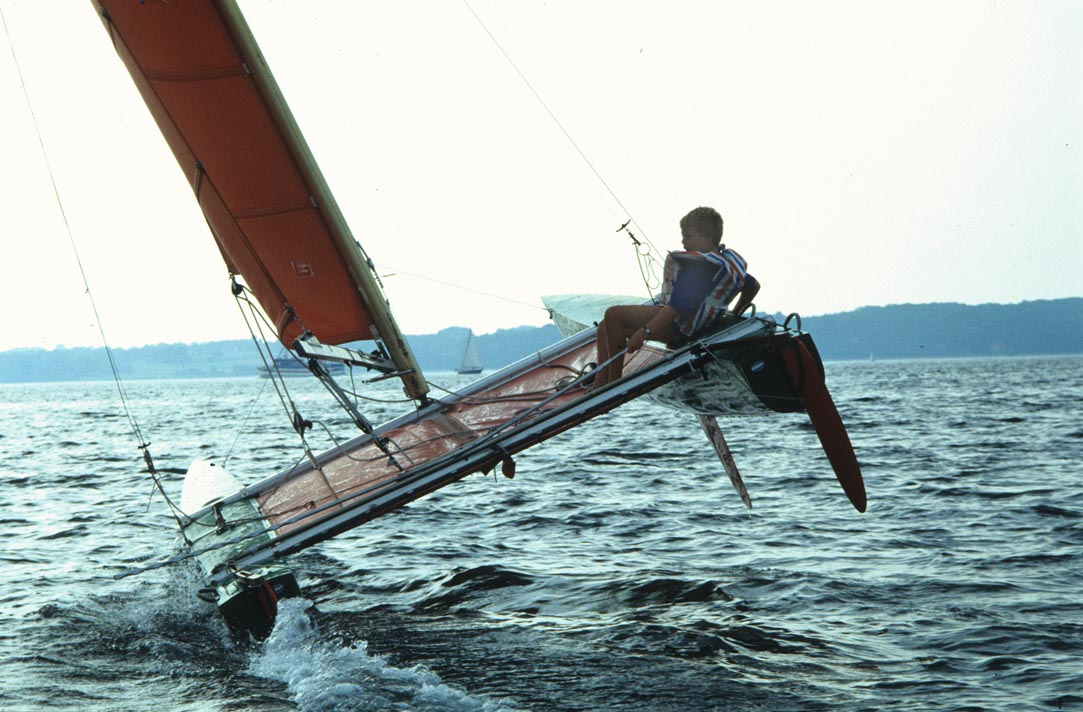
Catamaran « Tornado » à la gîte : la stabilité est assurée par l'écartement entre les coques.

La sustentation d'un bateau peut être assurée de différentes façons :
- pour un bateau « archimédien » ou « à déplacement », le poids de la coque est compensé par la poussée d'Archimède correspondant au poids du volume d'eau déplacé (d'où le terme de déplacement. C'est le cas de tous les gros navires et de la majorité des bateaux « classiques ».
- pour un bateau à coque « planante », de type hydroptère, la sustentation est hydrodynamique : le bateau flotte à l'arrêt mais la coque se soulève à pleine vitesse grâce à l'action de l'eau sur les surfaces portantes, réduisant d'autant la résistance de l'eau.
- pour les navires à effet de surface et les aéroglisseurs, la sustentation est assurée de façon aérostatique soit par un coussin d'air, soit par la création d'une poche d'air par effet de surface.

Le bateau est en équilibre d'une part lorsque les forces sont d'égale grandeur, donc quand l'immersion est suffisante pour que la poussée d'Archimède compense le poids ; d'autre part lorsque les moments sont équilibrés. Le bateau prend ainsi une position d'équilibre. Si les poids sont également répartis, le bateau flotte avec une inclinaison nulle, mais l'action des vagues, du vent et le déplacement des poids (déplacement de l'équipage, du lest, de la cargaison) entraîne une inclinaison par rapport à l'axe longitudinal (gîte) ou transversal (assiette). Si la gîte est prévue sur les voiliers en raison de l'action du vent, elle est évitée autant que possible sur les bateaux à moteur : elle est source d'inconfort et de risques puisqu'une gîte excessive peut mener au chavirement.
La stabilité d'un bateau est donc étudiée d'une part de façon statique (répartition des poids) et dynamique (action des vagues et du vent). Les moyens pour compenser une gîte excessive sont le déplacement de l'équipage sur les petits voiliers, un lest fixe (placé en bas de la quille) ou orientable, ou des ballasts pouvant être remplis d'eau. L'assiette est compensée de la même façon.

### Hydrodynamique

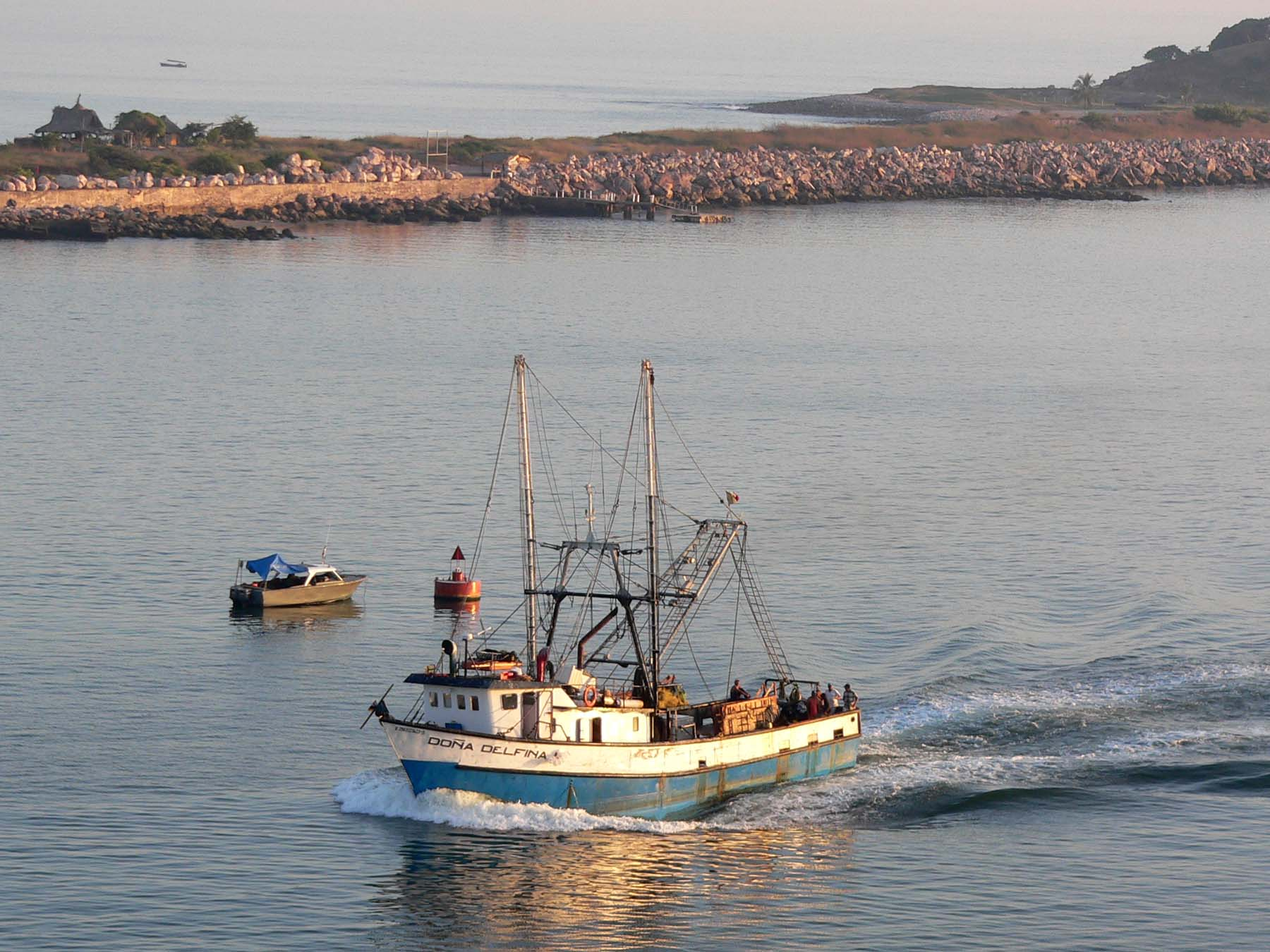
Système de vagues généré par un bateau de pêche aux formes assez pleines.

L'avancée d'un bateau est contrariée par la résistance de l'eau. Cette résistance peut être décomposée en plusieurs composants dont les principaux sont la friction de l'eau sur la coque et la création de vagues. Pour réduire la résistance et donc accroître la vitesse pour une puissance donnée, il faut donc réduire la surface immergée et utiliser des formes de coque produisant des vagues d'amplitude moindre. Pour cela, les bateaux rapides sont souvent plus fins, avec des appendices de taille plus réduite ; la friction de l'eau est aussi réduite par un entretien régulier de la coque sur laquelle se déposent des animaux et des algues, en l'enduisant d'un antifouling. La résistance de vague peut être réduite par l'ajout d'un bulbe d'étrave et par des formes régulières et fines.
Cependant, la résistance à l'avancement grandit très vite pour un navire à déplacement lorsque le nombre de Froude atteint 0,4 ; pour dépasser cette vitesse, on peut utiliser une carène plus longue et plus fine, comme celle des multicoques à voiles (catamarans et trimarans) et à moteur (catamarans à coques fines de type Wave piercer, trimarans "élançés"). On peut aussi diminuer la résistance en diminuant le volume immergé de la carène en utilisant la portance hydrodynamique d'une coque planante, d'une surface portante immergée (hydrofoil ou foil), ou la portance aérostatique d'un coussin d'air. Voir Navires à grande vitesse. Dans le cas d'une coque « planante », la poussée additionnelle permet à la coque de « déjauger » et d'offrir une moindre résistance. C'est le cas des vedettes semi-planantes ou planantes (plus rapides), des dériveurs de course comme les 49ers ou des voiliers larges et légers comme les 60 pieds. Pour les grands projets, disposant d'un financement adéquat, la résistance hydrodynamique et le comportement sur houle peut être testés dans un bassin d'essais des carènes ou en utilisant la simulation numérique.

Mouvements d'un bateau selon les trois axes : 1- pilonnement, 2- embardée, 3- cavalement, 4- lacet, 5- tangage, 6- roulis.

Le bateau subit également des mouvements dus à son passage dans la mer : ces mouvements peuvent être éprouvants pour les passagers et pour le matériel et doivent être maitrisés si possible. Le roulis peut être limité par une quille de roulis, par des ailerons stabilisateurs ou par un système de poids ; le tangage est plus difficile à limiter et peut devenir dangereux si l'avant du bateau tape dans les vagues, phénomène appelé tossage, le système SWATH tente de pallier ce problème. C'est en général au stade la conception que la forme de coque est optimisée pour cela ; lors de la navigation, c'est le centrage des poids et le changement de route qui permet de limiter les mouvements.

### Structure

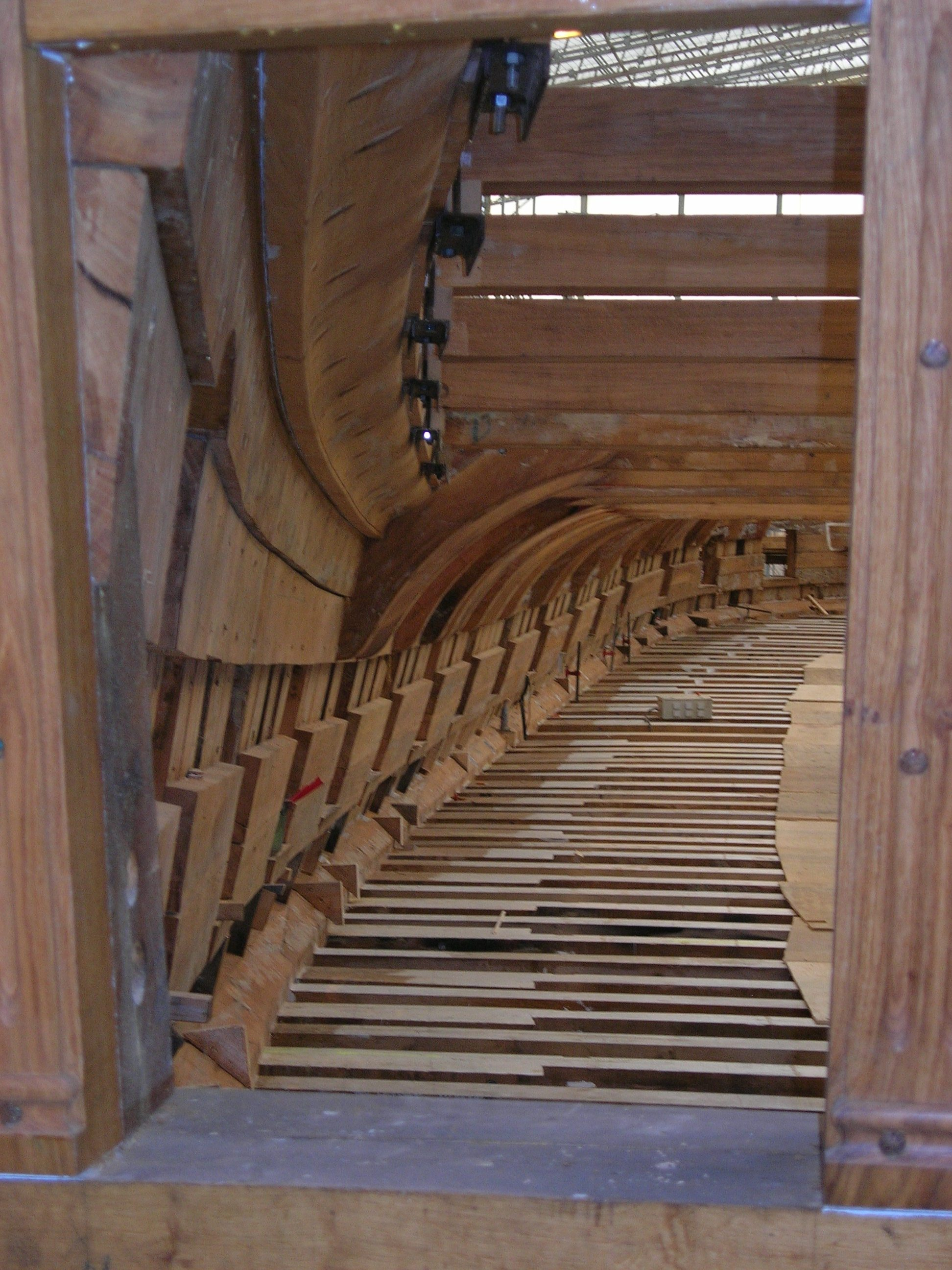
Reconstruction de la frégate l’Hermione à Rochefort, en bois massif.

La structure va absorber la répartition du poids, le choc des vagues, les efforts dus à l'avancée dans l'eau et à la pression du vent, et les diverses contraintes de la navigation ou du port. La structure est constituée deux parties : la charpente primaire ou principale qui soutient la structure, et la charpente secondaire plus dense qui est associée au bordé pour le raidir. Cette distinction est claire pour la construction en bois massif ou en métal, mais disparaît sur les constructions à clin ou en sandwich où la structure est intégrée au bordé. La charpente est complétée par un système de raidisseurs transversal (des raidisseurs sont ajoutés transversalement, comme les membrures et les barrots) ou longitudinal (raidisseurs longitudinaux comme les lisses). Des renforts sont ajoutés aux endroits subissant de fortes contraintes : carlingue, base du moteur, support de l'arbre d'hélice, épontilles, pied de mât et cadènes, etc.
La structure a aussi le rôle d'aborber le bruit et les vibrations qui sont une source d'inconfort et de risque pour la structure elle-même. La structure intègre également des cloisons étanches afin de subdiviser le bateau en zones étanches permettant de garder une stabilité suffisante après avarie (par exemple, le bateau doit pouvoir rester à flot si un compartiment ou deux sont envahis), ainsi que des cloisons anti-feu pour retarder la progression d'un incendie.

## Vie d'un bateau
La vie d'un bateau passe par plusieurs étapes : tout d'abord, son acquisition qui revêt diverses formes selon l'utilité finale (de la commande à un chantier de production en série, au contrat entre armateur, affréteur et chantier) ; puis la phase de conception réalisée par un architecte naval. La construction est ensuite réalisée dans un chantier naval, après quoi le bateau est lancé et peut être utilisé. La fin de vie revêt également différents formes.

### Conception

Le plan de formes est un des plans de base ; ici, pour un cargo polyvalent.

La conception d'un bateau passe par différentes phases : à partir d'un programme ou d'un cahier des charges, l'architecte naval suit une spirale de projet consistant à créer un premier schéma, évaluer les dimensions, les espaces et le déplacement. À partir de là, un avant-projet peut être réalisé incluant la forme de la carène, le profil général et une première estimation de la puissance propulsive. Une fois ces données fixées, le projet en tant que tel peut être défini.
Un dossier de projet comprend typiquement un plan d'ensemble, une spécification générale décrivant les particularités du bateau et incluant un devis de masses, le plan de formes, divers plans de structure et de construction que le chantier utilisera, dont une coupe au maître présentant les échantillonnages. Selon la taille du bateau et les besoins, on peut encore trouver un plan de voilure, des capacités, électrique, des systèmes de ventilation...
L'architecte est également soumis aux diverses réglementations ; un rapport de franc-bord et une épure de jauge montre le respect de ces règlements, de même que des schémas d'évacuation en cas de naufrage pour un bateau à passagers ou un schéma de cloisonnement anti-feu.

### Construction

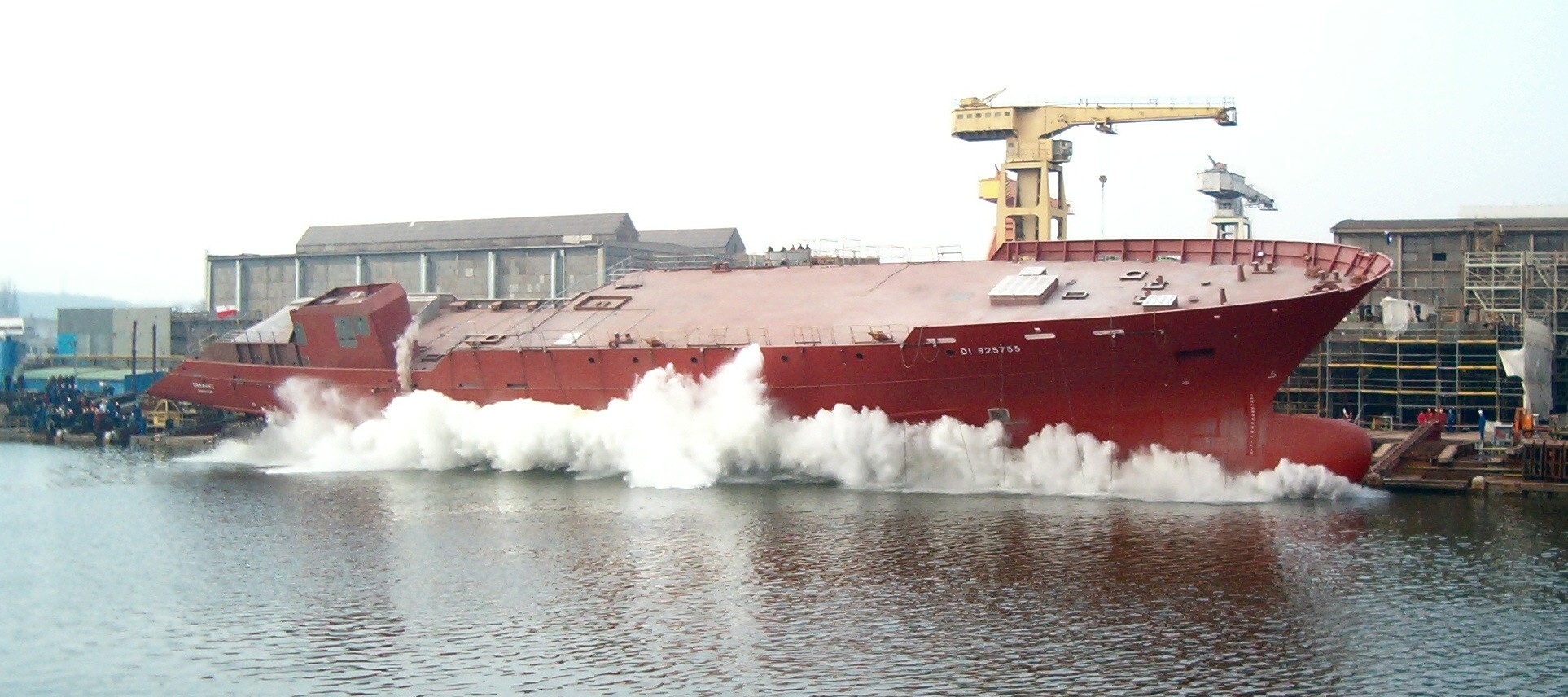
Lancement d'un navire par le côté, à Gdansk, Pologne.

La construction a lieu dans un chantier naval ; elle peut durer de quelques mois pour une unité produite en série, à plusieurs années pour la reconstruction d'un bateau en bois comme la frégate Hermione. Le mode de construction est dicté principalement par le matériau de la coque et par la taille du bateau. La coque d'un voilier de série en plastique est construite à partir d'un moule ; la coque d'un cargo en acier est réalisée en plusieurs blocs soudés les uns aux autres au fur et à mesure qu'ils sont construits.
De manière générale, la construction commence par la coque (et par la pose de la quille dès que le bateau dépasse une trentaine de mètres), dans une cale sèche ou à terre. Une fois celle-ci assemblée et éventuellement peinte, elle est lancée par le côté ou par l'arrière, ou par submersion si elle se trouve dans une cale inondable ; un petit bateau sera simplement mis à l'eau par une remorque ou une grue. La superstructure est posée et les travaux de finition permettent d'installer les emménagements et équipements.
Une fois terminé, le bateau est livré au client. Le lancement et la livraison donnent souvent lieu à une cérémonie pour un bateau d'une certaine importance : la cérémonie de baptême est l'occasion de donner un nom au bateau.

### Réparation et conversion

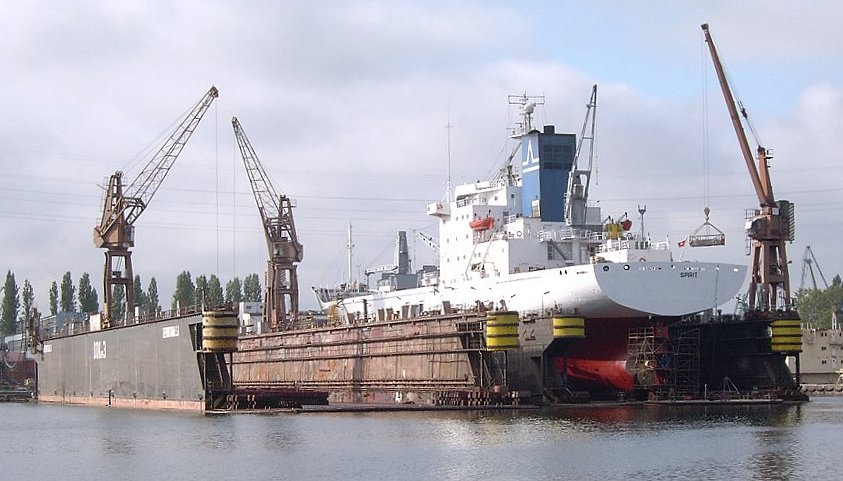
Dock flottant en Pologne servant aux réparations du Spirit.

Lors de son service actif, le bateau va connaître des périodes de navigation, des temps d'attente / chargement / déchargement aux ports, et des périodes d'hivernage entre les saisons de navigation. Cependant, le bateau fatigue : une visite en cale sèche est nécessaire à intervalles réguliers (tous les ans pour un paquebot, tous les deux ans et demi pour un Navire cargo) afin de débarrasser la coque des animaux incrustés comme les pouce-pieds, de refaire la peinture et de renouveler les Zincs (anodes solubles) servant à éviter la corrosion de l'hélice et de la coque. À d'autres intervalles, une plus longue visite dans un chantier peut être nécessaire pour changer certaines pièces, notamment de l'appareil propulsif et directionnel qui fatiguent vite. C'est l'occasion de tester la résistance de la structure, le câblage électrique, de mettre à niveau les installations selon les réglementations, etc.
Si le bateau a subi une avarie et qu'il n'est pas déclaré « perte totale » (auquel cas il est le plus souvent mis à la casse), il entre en chantier pour réparations, ce qui peut parfois se faire à flot. Enfin, les reconversions ont plusieurs buts, comme adapter un navire non rentable à un autre but (un pétrolier en FPSO par exemple) ou sauver ce qui peut l'être après une grosse avarie (conversion en barge d'un navire cargo).

### Fins de vie

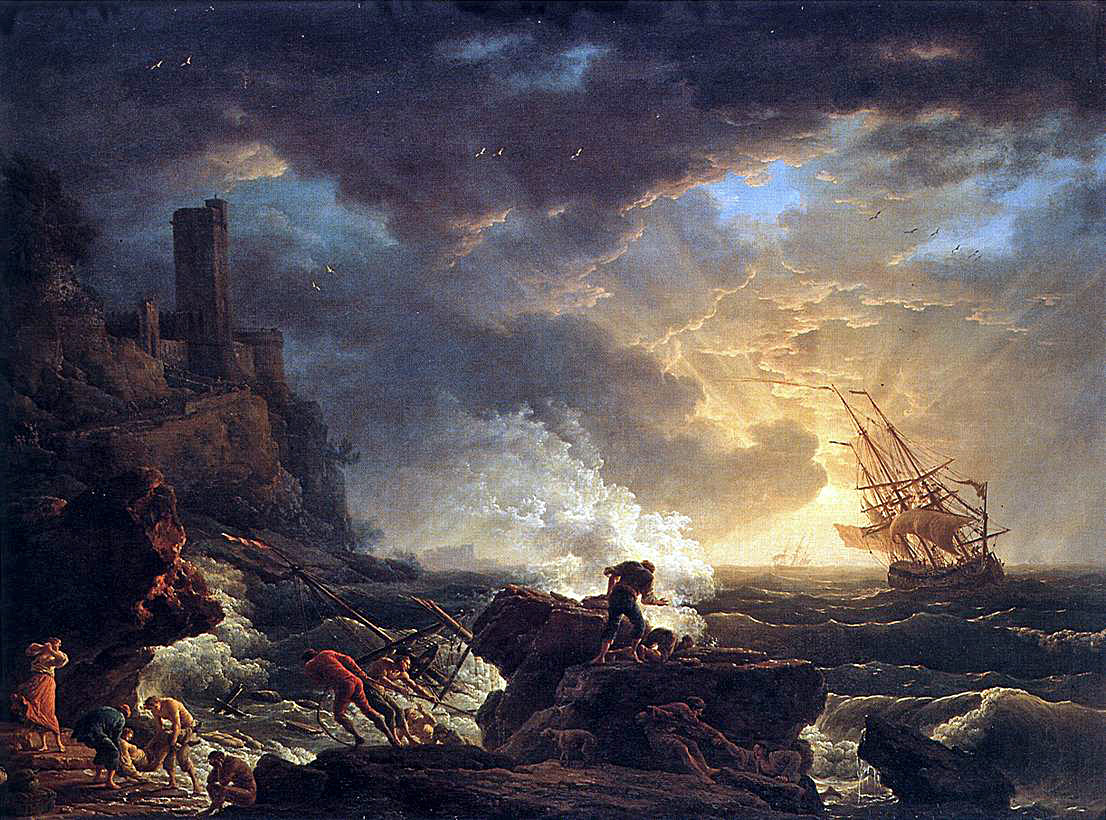
Naufrage de Claude Joseph Vernet, 1759.

Un navire cargo a une durée de vie comprise entre 20 et 30 ans ; un voilier en contreplaqué peut durer entre 30 et 40 ans, à peu près comme un bateau en plastique. Les navires en bois massif peuvent durer plus longtemps mais demandent de l'entretien. Après ces durées, la solidité de la coque est compromise par la rouille, l'osmose ou le pourrissement, il devient trop dangereux de faire naviguer le bateau. Celui-ci peut être sabordé volontairement en mer, abandonné comme épave ou mis à la casse pour démolition. Il peut aussi être réutilisé pour former une digue près d'un port ou comme navire musée.
Un destin prématuré peut l'attendre sous la forme d'une fortune de mer : incendie, collision, échouement ou chavirement peuvent entraîner une perte totale du bateau ou nécessiter d'importantes réparations en cale sèche. D'un autre côté, il peut être préservé notamment s'il a une forte valeur : c'est souvent le cas des grands voiliers ; ces navires représentent leur pays ou région d'origine lors de manifestations nautiques en servant « d'ambassadeurs ».
Enfin, de nombreux bateaux détruits ou perdus « survivent » tout de même pour les personnes qui y étaient attachés grâce à des maquettes ou des reliques : certains objets symboliques sont conservés, comme une ancre, une plaque d'identification, une pièce d'accastillage ou la cloche du bord.

#### Ouvrages historiques
- Pierre Bouguer, Traité du navire, Paris, Jombert, 1746.
- F. H. Chapman, Architectura navalis mercatoria, 1768, réédité par Adlard Coles Nautical (en), 1968.
- Diderot & D'Alembert, Encyclopédie ou dictionnaire raisonné des sciences, des arts et des métiers, article « Marine », 1751-1758

#### Ouvrages modernes en français
- D. Haws, Les bateaux et la mer, Plantyn, 1976
- Björn Landström (en), Histoire du voilier, Albin Michel, 1990
- L. Le Roc'h Morgère, Navires, mémoires de la mer, Rempart, 1990
- P. Pomey, La navigation dans l'Antiquité, Edisud, 1997
- Dominique Paulet et Dominique Presles, Architecture navale, connaissance et pratique [détail des éditions]
- (en) Klaas van Dokkum, Ship knowledge: a modern encyclopedia [détail des éditions]
- Article « Transportation », partie « Ships », Encyclopaedia Britannica Macropedia, vol. 26, 15e édition, 1995  (ISBN 0-85229-605-3)